# Opération Marrakech

Opération Marrakech (titre original : Our Man in Marrakesh) est une comédie britannique réalisée par Don Sharp, sortie en 1966.

## Synopsis
En voyage d'affaires au Maroc, un homme trouve dans sa chambre d'hôtel un cadavre. Avec la complicité de la fiancée du défunt, il cache le corps et devient la cible d'un inquiétant personnage qui met tout en œuvre pour retrouver le corps et faire endosser le meurtre par la prétendue fiancée, qu'il prend pour une espionne des services secrets britanniques.

## Fiche technique
- Titre original : Our Man in Marrakesh
- Titre : Opération Marrakech
- Réalisateur : Don Sharp

## Distribution
- Tony Randall (VF : Michel Roux) : Andrew (André en VF) Jessel
- Senta Berger (VF : Michèle Montel) : Kyra Stanovy
- Terry-Thomas (VF : Jean-Henri Chambois) : El Caïd
- Herbert Lom (VF : Claude Bertrand) : M. Casimir
- Grégoire Aslan (VF : Lui-même) : Achmed
- Klaus Kinski (VF : Yves Furet) : Jonquil
- Burt Kwouk (VF : Albert Augier) : le contact de Stanovy à Marrakech Export et Transit Compagnie
- Wilfrid Hyde-White (VF : Roger Tréville) : Arthur Fairbrother
- Margaret Lee (VF : Michèle Bardollet) : Samia Voss
- John Le Mesurier (VF : Lucien Bryonne) : George C. Lillywhite
- William Sanguineti (VF : Jean-François Laley) : le chef de la Police
- Hassan Essakali (VF : Jacques Deschamps) : le motard de la Police
- Emil Stemmler (VF : Jacques Marin) : le réceptionniste de l'hôtel